# كلية التربية (جامعة المنوفية)
كلية التربية بجامعة المنوفية، تقع في مدينة شبين الكوم شمال مصر.
أنشئت الكلية عام 1971 تابعة لجامعة عين شمس، بدأت الدراسة في الكلية في العام الجامعى 1972 بشعبتى اللغة الإنجليزية و الرياضيات
تمنح الكلية الدرجات العلمية التالية
- الليساس في الاداب والتربية أو البكالوريوس في العلوم والتربية في التخصص حسب الشعبة

مدة الدراسة: اربع سنوات دراسية
لشعب الأدبية: (اللغة العربية . اللغة الإنجليزية . التاريخ . اللغة الفرنسية . الجغرافيا )